# Марийский театр юного зрителя
Марийский театр юного зрителя (мар. Марий самырык театр) — театр в городе Йошкар-Ола, ставящий спектакли для взрослых, детей и молодёжи на марийском и русском языках по пьесам классиков марийской и русской литературы, зарубежных авторов.

## История

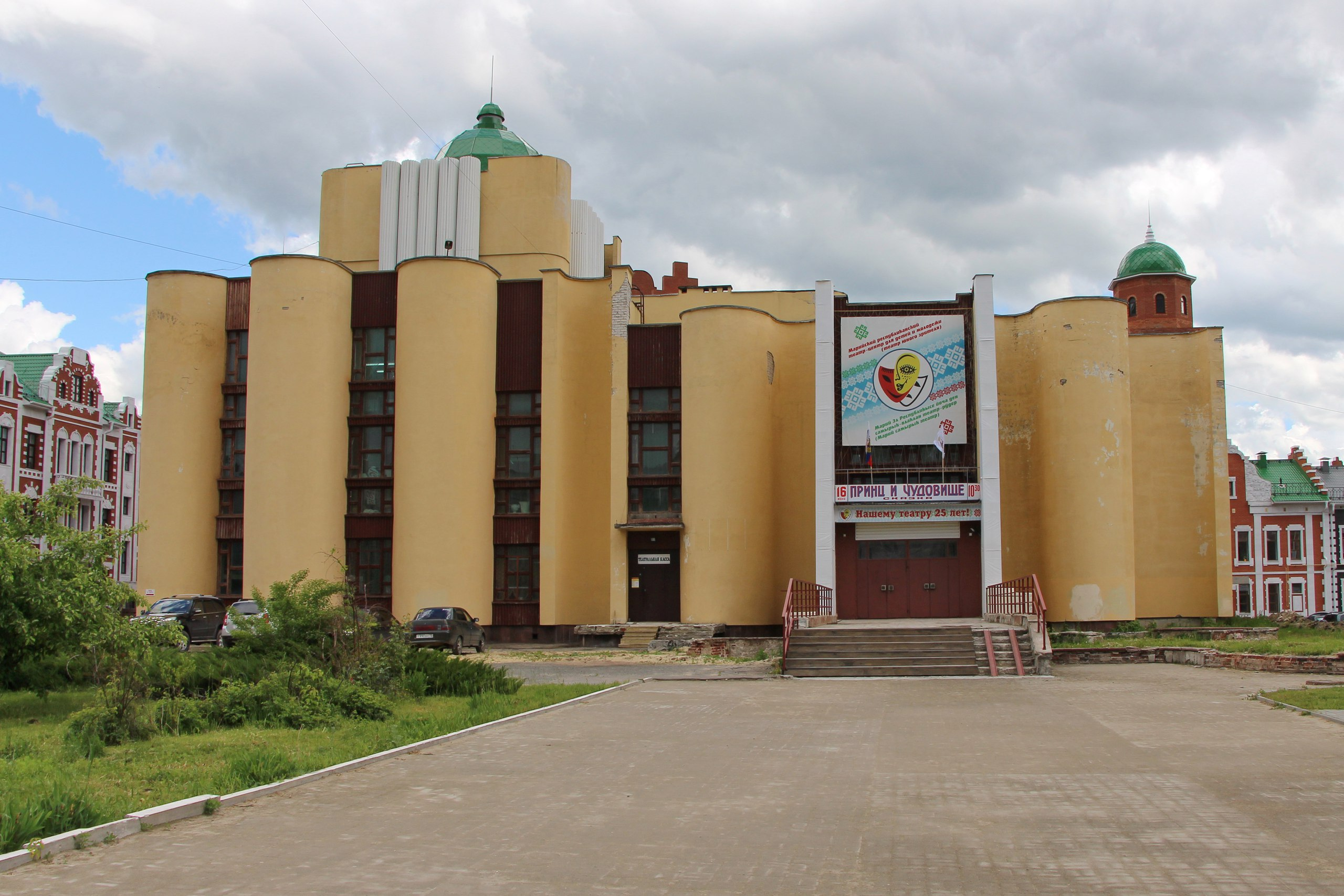
Старое здание ТЮЗа на Вознесенской улице (фото 2017 г.)

Создан 12 апреля 1991 года как Марийский театр юного зрителя под началом художественного руководителя Олега Иркабаева-Этайна. В первые годы творчества Марийский ТЮЗ осуществлял постановки на сцене Академического русского театра драмы имени Георгия Константинова, а позже — на сцене Республиканского театра кукол. Первыми постановками были музыкальная драма Сергея Николаева «Айвика», сказка Миклая Рыбакова «Ярдан ден Шымавий» («Яндар и Шымавий») и комедия М. Шкетана «Эх, илышет, шеремет!..» («Эх, ты, жизнь наша!..»). С 2002 года по 2015 год являлся филиалом Марийского национального театра драмы имени М. Шкетана.
В сентябре 2014 года театр кукол переехал в новое здание на Патриаршей площади, в связи с чем Марийский ТЮЗ впервые обрёл собственную сцену. В 2015 году Марийский ТЮЗ преобразован в самостоятельное Государственное автономное учреждение культуры Республики Марий Эл «Марийский республиканский театр-центр для детей и молодёжи». В том же году начался первый этап реконструкции здания, построенного в 1989 году, в ходе которого был возведён пристрой со стороны реки Малой Кокшаги в том же европейском стиле, что и новая застройка набережной. В 2017 году театру возвращено прежнее название — «Марийский театр юного зрителя».
В мае 2023 года начался второй этап реконструкции. Фасад со стороны Вознесенской улицы также был перекрыт постройкой в европейском стиле, что вызвало критику из-за потери облика здания 1989 года в стиле советского модернизма под авторством архитектора Анатолия Галицкого, построенного для театра кукол. Строительство завершилось в декабре 2024 года. Были возведены новые помещения, в частности, малый зал на 110 мест, в итоге площадь увеличилась в два раза. Также реконструирована и старая часть, в том числе зрительный зал на 200 мест.

## Репертуар
С середины 1990-х годов театр ставит спектакли на двух языках: марийском и русском. Значительная часть адресована массовому зрителю, кроме этого в репертуаре театра имеются много спектаклей для юных зрителей и учащихся старших классов. Это спектакли по пьесам классиков марийской и русской литературы, зарубежных авторов. С первых дней существования театр активно сотрудничает с современными национальными драматургами.
В репертуаре театра около 35 постановок для взрослых, детей и юношества. Всего со дня основания театра на его сцене состоялось около 80 премьер.

## Актёры
В труппе работает 28 актёров с высшим и средним специальным образованием, 15 из них в разные годы окончили ГИТИС имени Луначарского.

## Гастроли и фестивали
Первая заграничная поездка коллектива была осуществлена в 1994 и 1996 годах в Эстонию по приглашению общества «Фенно-угрия» на празднование Дня национального героя с исторической трилогией Г. Гордеева «Князь Ӧртӧмӧ», «Болтуш» и «Не преклонюсь».
В 2002 году театр выиграл грант Президента РФ Владимира Путина на проведение гастролей. Маршруты гастролей пролегают не только по территории Республики Марий Эл, но и по местам компактного проживания марийцев в Татарстане, Башкортостане, Удмуртии, а также в Кировской, Нижегородской, Свердловской областях, Пермском крае и других регионов России.
Марийский театр юного зрителя участвовал в разных театральных фестивалях: «Бомба» (Нурмес, Финляндия, 1999), международный фестиваль спектаклей для детей и юношества «Божественная искорка» (г. Сыктывкар, 2000), международный фестиваль камерных спектаклей «Ламбушка» (г. Петрозаводск, 2002), международный фестиваль «Золотой конёк» (г. Тюмень, 2006), «Коляда-Plays» (г. Екатеринбург, 2014). С 1997 года Марийский ТЮЗ является постоянным участником Международного фестиваля театров финно-угорских народов «Майатул», ежегодно с 2009 года принимает участие в фестивале русских театров «Мост дружбы» (г. Йошкар-Ола) и с 1990-х годов в фестивале «Йошкар-Ола театральная».
В ноябре 2006 года в театре прошёл фестиваль «Национальная драматургия на сцене Марийского театра юного зрителя», где были показаны 15 лучших спектаклей, поставленных за 15 лет существования театра. В ноябре 2007 года прошёл фестиваль «Русская классика и современная драматургия на сцене театра юного зрителя».